# 皮雷
皮雷（法語：Pirey，法語發音：[piʁɛ]）是法国杜省的一个市镇，位于该省西北部，贝桑松市区西北，属于贝桑松区。

## 地理
皮雷（47°15'42"N, 5°57'47"E）面积6.67 平方千米，位于法国勃艮第-弗朗什-孔泰大區杜省，该省份为法国东部内陆省份，北起上索恩省，西接汝拉省，东部及东南部与瑞士接壤，东北部与贝尔福地区省接壤。
与皮雷接壤的市镇（或旧市镇、城区）包括：米斯雷萨利讷、贝桑松、埃科勒-瓦朗坦、普耶莱维涅。
皮雷的时区为UTC+01:00、UTC+02:00（夏令时）。

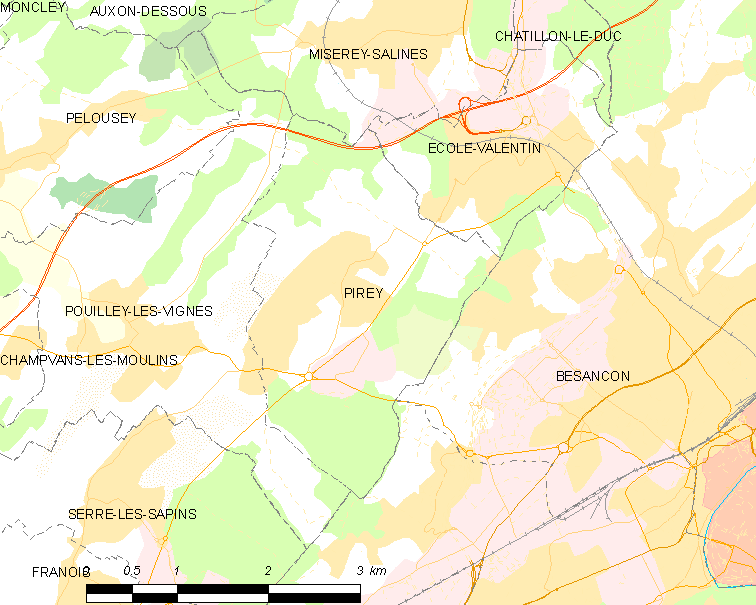
皮雷的OSM定位图

## 行政
皮雷的邮政编码为25480，INSEE市镇编码为25454。

## 政治
皮雷所属的省级选区为贝桑松第二县。

## 人口

1962-2008年间皮雷人口变化图示

皮雷于2022年1月1日时的人口数量为2179人。